# Pensiero di Umberto Eco
Il pensiero di Umberto Eco  sull'interpretazione della realtà risente fortemente della dottrina di Luigi Pareyson di cui Eco è stato allievo. Il filosofo piemontese sosteneva che «l'oggetto si rivela nella misura in cui il soggetto si esprime» perché l'oggetto è «conoscenza di forme da parte di persone» nel senso che l'interpretazione dell'oggetto muta a seconda delle persone che lo considerano cosicché varia l'oggetto interpretato e varia il soggetto che lo interpreta.
In un significato più ampio, questa teoria comporta che la verità non è mai univoca ma è costituita da un infinito processo interpretativo di oggetti in cui permane soltanto una "forma formante" che il soggetto deve continuamente interpretare.
Eco estenderà questa concezione dell'interpretazione al concetto fondamentale della semiotica, il segno. La correlazione cioè che si forma tra la parola scritta o parlata (il "significante") e la cosa reale a cui il segno si riferisce (il referente) secondo Eco è del tutto convenzionale; così come sostenere una somiglianza tra il segno e la cosa dipende dalla soggettività di chi esprime la comparazione. Ad esempio, la stessa opera d'arte, intendendo sia l'arte "alta" che le produzioni artistiche di massa e popolari, non è mai legata ad un significato unico e permanente ma abbisogna di una continua integrazione interpretativa sia dei critici che del comune utente. L'opera "aperta" è allora un testo che permette interpretazioni multiple o mediate dai lettori. Al contrario, un testo chiuso conduce il lettore ad una sola interpretazione.
Successivamente, Eco completerà la sua teoria sostenendo che il romanzo è una "macchina pigra" che si deve continuamente rinnovare nel suo significato attraverso l'interpretazione dei lettori. Dice Eco che: «un testo vuole che qualcuno lo aiuti a funzionare», poiché è «un prodotto la cui sorte interpretativa deve far parte del proprio meccanismo generativo» Tra l'autore, dunque, che segue una sua "strategia" testuale, e il lettore, che ne segue una sua propria, sempre diversa da quella dell'autore, si deve formare, dall'incontro tra le due strategie, una cooperazione testuale.
In seguito, Eco modererà queste sue convinzioni affermando che 
Nel saggio del 1964 Apocalittici e integrati, l'analisi di Eco si estende alle più svariate espressioni di cultura di massa, che l'intellettuale, piuttosto che criticare, deve rendere suscettibile di trasmettere valori culturali. Altre considerazioni poi vengono svolte nella stessa opera sul fumetto, giudicato come esempio di letteratura di massa e potenziale strumento di persuasione occulta.
Nel 1983, Gianni Vattimo, compagno di studi di Eco e allievo anche lui di Pareyson, pubblica Il pensiero debole, una specie di "manifesto" di un nuovo movimento filosofico. L'opera comprende numerosi saggi tra i quali quelli di Pier Aldo Rovatti, di Maurizio Ferraris, di Diego Marconi ed anche uno di Eco intitolato L'antiporfirio. In questo saggio, Eco vede nell'allievo di Plotino, Porfirio, il rappresentante esemplare di quel "pensiero forte" che con argomentazioni metafisiche pretende di raggiungere verità assolute e definitive contrapponendosi al "socratico" "pensiero debole" che, consapevole dei limiti umani, pone il dialogo e il confronto con gli altri come l'unica via per la conquista di una verità che va rimessa sempre in discussione.
Nel 1975, Eco ottiene, come ordinario, la cattedra di semiotica all'Università di Bologna. Tale disciplina - la semiotica -, diversamente dalla semiologia, prende le mosse dagli studi del filosofo statunitense, fondatore del pragmatismo, Charles Sanders Peirce (1839-1914), che, dall'analisi dei fenomeni cognitivi sottostanti, miravano a identificare le possibili regole della trasmissione dei messaggi. Ambedue le discipline si riferiscono comunque al segno (dal termine greco σημεῖον semeion, che significa "segno"), che può in prima approssimazione definirsi - in generale - come "qualcosa che rinvia a qualcos'altro" (per i filosofi medievali, "aliquid stat pro aliquo").
Peirce, nel suo libro Semiotica (pubblicato postumo nel 1932), ritiene che nel segno, inteso come icona (ad esempio, un ritratto), vi siano delle proprietà, dovute alla somiglianza con l'oggetto reale rappresentato (referente), che rendono il rinvio a quest'ultimo non arbitrario ma determinato, mentre quando il segno è un indice, cioè si trova vicino all'oggetto reale cui si riferisce (come il fumo è indice del fuoco) oppure è un simbolo astratto (come, ad esempio, la bandiera, simbolo di una nazione, o un cartello stradale), allora il rapporto tra segno e referente è alquanto convenzionale ed ha un certo grado di arbitrarietà. Ebbene, Eco sostiene che quest'ultima convenzionalità o arbitrarietà vada estesa anche all'icona alla quale il soggetto attribuisce significati che vanno riportati al suo particolare ambiente o contesto socio-culturale nonché al suo vissuto personale, come accade, ad esempio, per le popolazioni che non conoscendo la prospettiva interpretano diversamente le figure rappresentate in una foto. Per Eco, la semiotica è, dunque, una «teoria della menzogna», [...] è la disciplina che studia tutto ciò che può essere usato per mentire.», come un romanzo, che è un testo che si fonda sulla bugia. La semiosi quindi è illimitata: ogni segno, linguistico e non, si può definire riportando la sua interpretazione ad altri segni come quando consultiamo una parola sul dizionario che ci rimanda ad altri lemmi e significati, e così via.